# Fernando Macarro Castillo
Fernando Macarro Castillo, més conegut pel nom artístic de Marcos Ana —pseudònim format amb els noms dels seus pares—, (Alconada, 20 de gener de 1920 - Madrid, 24 de novembre de 2016) fou un poeta espanyol. La seva intensa biografia i el fet de ser el pres de major estada continuada en presó (1946-1961) durant el franquisme, li ha fet convertir-se en un dels símbols de la cultura antifeixista. Va ser el pres polític que va passar més temps a les presons franquistes sent el 1961, un dels primers presos polítics alliberats per l'activitat d'Amnistia Internacional
En 2008 va rebre el premi Christa Leem del col·lectiu progressista català Un dels nostres.

## Biografia
Nascut a la pedania de San Vicente, al municipi castellà d'Alconada, fill de camperols molt catòlics, va passar la infància a Ventosa del Río Almar (Salamanca) fins que es va traslladar amb la seva família a Alcalá d'Henares el 1929. La seva formació va ser pobre i hagué de destinar bona part del seu temps a treballar en qualsevol tasca que aportés ingressos familiars. A poc a poc va anar abandonant la religió.
Encara que va marxar al front en esclatar la Guerra civil el 1936, afiliant-se a les Joventuts Socialistes Unificades, quan es va reorganitzar l'exèrcit va haver d'abandonar el camp de batalla per ser menor d'edat. El gener de 1937, el seu pare va morir en un bombardeig de la Legió Còndor sobre Alcalá. No va poder reincorporar-se definitivament a files fins al 1938; va participar en diferents accions durant la batalla de Madrid, al mateix temps que va treballar com comissari polític del Partit Comunista. Abans de l'encerclament total de la capital d'Espanya, va aconseguir escapar en direcció a Llevant al costat de diversos membres de diferents unitats republicanes. Va ser acollit per dues vegades (a Albacete i Elda), però l'avanç de les tropes revoltades li va obligar a retirar-se fins a Alacant on es va refugiar en el port fins a l'últim dia de la guerra al costat de diversos milers de soldats i refugiats tot esperant que algun vaixell els rescatés.
El bloqueig naval va impedir-ne la sortida i es va rendir a la unitats italianes (la Divisió Littorio) que prengueren el port el 31 de març. El feren pres i fou confinat en el camp de concentració d'Albatera. Pocs dies després va escapar i, usant els contactes que ja coneixia, va realitzar el trajecte de tornada a Madrid, on va ser novament detingut a la setmana d'arribar. Torturat i malferit per les pallisses, va ser condemnat a mort. A les presons se'l conegué per mantenir l'esperit alt entre els detinguts mentre esperava l'execució de la sentència.
Va estar pres al costat de Miguel Hernández, al que va arribar a conèixer abans de la seva mort, i va acabar al penal de Burgos, on va romandre des de 1946 fins a 1961. Va destacar entre els seus companys en fer-se responsable de pasquins que circulaven per la presó en els quals s'encoratjava els presos a resistir, pel que va ser condemnat per segona vegada a mort en 1941 en Consell de Guerra (després de la segona condemna va morir la seva mare, trobada en una rasa prop del Penal de Burgos) així com per formar grups organitzats i fins i tot un diari clandestí anomenat "Juventud" (Joventut).
Les herbes del pati les agafàvem, les ficàvem en aigua a bullir i ens les menjàvem com podíem. Molts matins et trobaves que, no només faltaven els companys que havien afusellat, sinó que també molts apareixien morts al teu costat, de fam o de fred.
El seu caràcter combatiu el va dur a ser objecte de dura repressió durant l'estada a la presó, amb freqüents pallisses i reiterats períodes d'incomunicació. La seva afició a la lectura es va iniciar amb antics llibres que circulaven pel penal d'obres autoritzades de clàssics espanyols: Francisco de Quevedo, Lope de Vega, Calderón de la Barca… Va poder tenir accés al Quixot a pesar de no estar-ne permesa la lectura i, més tard, a les obres prohibides de Rafael Alberti, el mateix Miguel Hernández o Federico García Lorca gràcies a una xarxa de llibres clandestins que es va establir en la presó quan es van relaxar les mesures contra els presos a partir de 1950.
A mitjans d'aquesta dècada va ser quan va començar a escriure els seus primers poemes sota el pseudònim de Marcos Ana que, amagats, van aconseguir sortir a l'exterior i conèixer-se per molts opositors al règim. La seva poesia esquinçadora animava a combatre la dictadura amb la paraula i feia una crida a l'alliberament dels presos polítics. La seva obra va arribar fins a molts intel·lectuals espanyols exiliats, Rafael Alberti i Pablo Neruda, i l'organització Amnistia Internacional, que van pressionar per al seu alliberament, el qual va ocórrer el 17 de novembre de 1961. Va haver de marxar a França, on el Partit Comunista d'Espanya, del qual era membre, el va convidar a establir un servei a París destinat al suport dels presos polítics espanyols amb l'ajuda de personalitats del món de la cultura francesa: el Centre d'Informació i Solidaritat amb Espanya presidit per Pablo Picasso. Des d'aquest lloc va recórrer Europa i Sudamérica, on va tenir gran influència entre els joves durant les dictadures de l'Argentina i Xile, i va ser membre del comitè central del PCE.
Va tornar a Espanya amb l'amnistia de 1976. En el període democràtic va continuar molt actiu dins el Partit Comunista del que va ser candidat al Congrés dels Diputats i en el qual va ocupar diferents responsabilitats, com la de solidaritat internacional.
Va morir el 24 de novembre de 2016.

## Homenatges
El 2009 va rebre la medalla d'or al mèrit en el treball i en 2011 la medalla d'or al mèrit en les belles arts per part del govern espanyol.
El 2009 el director de cinema Pedro Almodóvar va adquirir els drets de la seva biografia amb l'objectiu de rodar una pel·lícula sobre la vida del poeta.
Té un carrer en el seu honor a Sevilla des de 2009.

## Obres
- 1960: Poemas desde la cárcel (publicat al Brasil)
- 1963: España a tres voces (publicat a l'Argentina)
- 1977: Las soledades del muro
- 2007: Decidme cómo es un árbol (memòries)
- 2015: Vale la pena luchar, obra de suport a la lluita del moviment 15-M[1]